# 梅兰蒂群岛县

梅兰蒂群岛县在廖內省的位置

梅兰蒂群岛县 位于廖內省，靠近印度尼西亚苏门答腊岛东海岸附近。该县于2008年12月19日从望加丽县分离出来独立建制，该县辖区包括直名丁宜島、朗桑島、巴東島和 Merbau 等岛屿以及近海一些小岛屿，但望加丽岛仍隶属于望加丽县。
该县面积为 3,623.93 平方公里，主要城市是位于直名丁宜岛的 石叻班讓（原文名稱: Selatpanjang），2010年人口普查为176,290 人，2020 年人口普查为206,116 人；截至 2022 年中官方估计人口为213,532 人。